# Vidrih
Vidrih  je priimek več znanih Slovencev:
- Alenka Vidrih (*1964), igralka in pevka, šansonjerka, tekstopiska, scenaristka
- Slavko (Budislav) Vidrih (*1945), kontrabasist, prof. AG
- Drago Vidrih (*1947) policist in veteran vojne za Slovenijo
- Franc Vidrih, oblikovalec kovin, kipar kovinskih skulptur
- Gorazd Vidrih (*1958), obramboslovec, politik
- Judita Vidrih, biologinja
- Matej Vidrih, agronom, zootehnik
- Nives Vidrih (*1958), bohemistka, prevajalka, lektorica
- Rajko Vidrih (*1960), živilski tehnolog, univ. prof.
- Rebeka Vidrih (*1976), umetnostna zgodovinarka/teoretičarka/kritičarka
- Renato Vidrih (1957—2010), geolog, seizmolog, publicist
- Rudolf Vidrih (1899—1982), politik
- Simon Vidrih, astronom in kozmolog? - Heidelberg : "galaktična arheologija"
- Tone (Anton) Vidrih (*1942), agronom, univ. profesor
- Verena Vidrih Perko (*1952), arheologinja, muzeologinja, dediščinarka, pesnica
- Zoran Vidrih, astro- in naravoslovni fotograf